# 밀로시 테오도시치
밀로시 테오도시치(세르비아어: Милош Теодосић, Miloš Teodosić, 1987년 3월 19일 ~ )는 세르비아의 농구 선수로 포지션은 포인트 가드, 슈팅 가드이다. 현재 이탈리아 세리에 A의 비르투스 볼로냐에서 활동하고 있다.

## 같이 보기
- 올림픽 농구 메달리스트 목록